# 荒金さとみ
荒金 さとみ（あらかね さとみ、1988年2月20日 - ）は、日本のニューハーフAV女優、モデル、インフルエンサー。愛称はさとみん。

## 概要
東京都東村山市に生まれた。母親は当時10歳のころに他界。父親がいなかったため、八王子市の児童相談所に入所。その後、叔父を名乗るエホバの証人の家に引き取られ、宗教2世として育てられるが、虐待のため一年後に大分県の児童養護施設に入所。そこで同性間性被害に遭った。
性被害が繰り返されないこと・同性間性被害への理解を深めるため、自身が受けた性被害の全容が現代ビジネスに掲載された。そこでは「児童福祉施設での子供同士の性暴力」の問題が詳細に明かされている。光文社刊のルポルタージュ『男娼』の作者である中塩智恵子によると、本人はアダルトビデオ(AV)業界に入るまでこのことを隠しているつもりだったが、現在は耐性を活かした職業として、副業でニューハーフAV女優として活動している。元々トランスジェンダー女性であったが、派遣会社の工場で帽子と無塵服に身を包んで長時間労働をするうち、「セクシュアリティに関する疑問というよりも、生き方に関する疑問」を抱くようになり、性別変更をせずに生来の性を肯定してAVなどの作品に残すことに決めたという。
AV以外にも、ニュース記事への寄稿など、インフルエンサーとしても幅広く活動している。

## 略歴
2017年（平成29年）より、プロダクションOfficeBLITZに在籍。
2017年（平成29年）6月9日、アダルトビデオメーカーケイ・エム・プロデュースの「僕たち男の娘」レーベルにおいてAVデビュー。
2018年（平成30年）6月20日、光文社刊のルポルタージュの第三章「ニューハーフ」の章に掲載。
2021年（令和3年）5月26日、『週刊文春 2021年5月26日』の記事「「なぜか公務員ばっかり来るんです」カリスマニューハーフ嬢が明かす“業界の意外な特徴”とは」。
2022年（令和4年）10月21日、『現代ビジネス 2022年10月21日』の記事「子ども同士で「被害者」と「加害者」に…児童養護施設で起こる「性被害」の過酷な現実 - 児童福祉施設での子供同士の性暴力」に取り上げられた。
2023年（令和5年）4月14日、『週刊プレイボーイ 2022年10月21日』の記事「日本は性的マイノリティの法整備が「先進国ワースト2位」!!　LGBT理解増進法、"当事者の本音"を聞きまくった！」に取り上げられた。

## 出演

### テレビ・ウェブ番組
- バラエティ開拓バラエティ 日村がゆく#118（AbemaTV、2019年11月25日）[6]

### アダルトDVD
- 衝撃の本名デビュー! アナルとチ●コに媚薬を塗られて絶頂SEX 荒金さとみ（僕たち男の娘、2017年6月9日）
- 童貞女装娘レズSEX 高級人妻オイルエステ 荒金さとみ、花咲いあん、藍川美夏（ピーターズ、2019年1月15日）
- 僕ってツイてる娘 荒金さとみ（NON、2021年1月29日）
- ニューハーフ！逆ナンパ中出し！！ こんな細身の美人がニューハーフなんて… 荒金さとみ(はーふちゃん、2025年1月25日）